# When a Killer Calls
When a Killer Calls es una película de 2006 directo a DVD de terror distribuido por la compañía de películas de serie B The Asylum. La película fue lanzada en febrero de 2006, coincidiendo con el estreno en cines de la nueva versión de When a Stranger Calls, ya que ambas películas tienen tramas casi idénticas.

## Argumento
Un asesino entra en una casa, matando a una madre y sus dos hijos. En el proceso, él toma fotos del ataque con su teléfono celular. En otra parte, Trisha (Rebekah Kochan) está cuidando a una niña, Molly, mientras sus padres están fuera. Ella necesita que esto resulte bien porque su último trabajo de niñera con los Hewitt no terminó de buena forma. Cuando estaban yendo hacia un discurso que tenían programado, los padres de Molly son asesinados por un atacante, al cual ellos conocían. Mientras tanto, Trisha comienza a recibir llamadas telefónicas y mensajes cada vez más amenazantes. Después, de poner a dormir a Molly, la persona que llama intensifica su ataque. Le envía fotos de los asesinatos anteriores, afirmando que lo hizo por ella. A pesar de que cree que su novio, Matt, es el que le está llamando, ella llama a la policía, que le informa que van a rastrear la llamada.

## Reparto
- Rebekah Kochan - Christina "Trisha" Glass
- Robert Buckley - Matt Matthews
- Mark Irvingsen - Richard Hewitt[2]
- Sarah Hall - Christine "Chrissy" Cowell
- Derek Osedach - Frank Ford
- Carissa Bodner - Molly Walker
- Chriss Anglin - Nicholas Walker
- Tara Clark - Woutner Walker
- Louis Graham - Charles "Charlie" Cowell
- Isabella Bodnar - Linda Hewitt
- Cheyenne Watts - Holly Hewitt
- Christian Hutcherson - Ryan Hewitt
- Justin Jones - Trent Rockport
- Kassidy O'ridian - Shark D'Uberville